# Aripuana (tiểu vùng)
Aripuana là một tiểu vùng thuộc bang Mato Grosso, Brasil. Tiều vùng này có diện tích 124124 km², dân số năm 2007 là 96989 người.